# 庫爾卡尼鄉
44°12′N 26°35′E / 44.200°N 26.583°E
庫爾卡尼鄉（羅馬尼亞語：Comuna Curcani, Călărași），是羅馬尼亞的鄉份，位於該國南部，由克勒拉希縣負責管轄，面積55平方公里，海拔高度24米，2007年人口5,244，人口密度每平方公里95人。